# Куч (Муреш)
Куч (рум. Cuci) — село у повіті Муреш в Румунії. Адміністративний центр комуни Куч.
Село розташоване на відстані 271 км на північний захід від Бухареста, 32 км на захід від Тиргу-Муреша, 54 км на південний схід від Клуж-Напоки, 143 км на північний захід від Брашова.

## Населення
За даними перепису населення 2002 року у селі проживали 933 особи.
Національний склад населення села:
| Національність | Кількість осіб | Відсоток |
| -------------- | -------------- | -------- |
| румуни         | 621            | 66,6%    |
| угорці         | 306            | 32,8%    |
| цигани         | 5              | 0,5%     |

Рідною мовою назвали:
| Мова      | Кількість осіб | Відсоток |
| --------- | -------------- | -------- |
| румунська | 622            | 66,7%    |
| угорська  | 305            | 32,7%    |
| циганська | 5              | 0,5%     |